# Stanisław Żytkowski

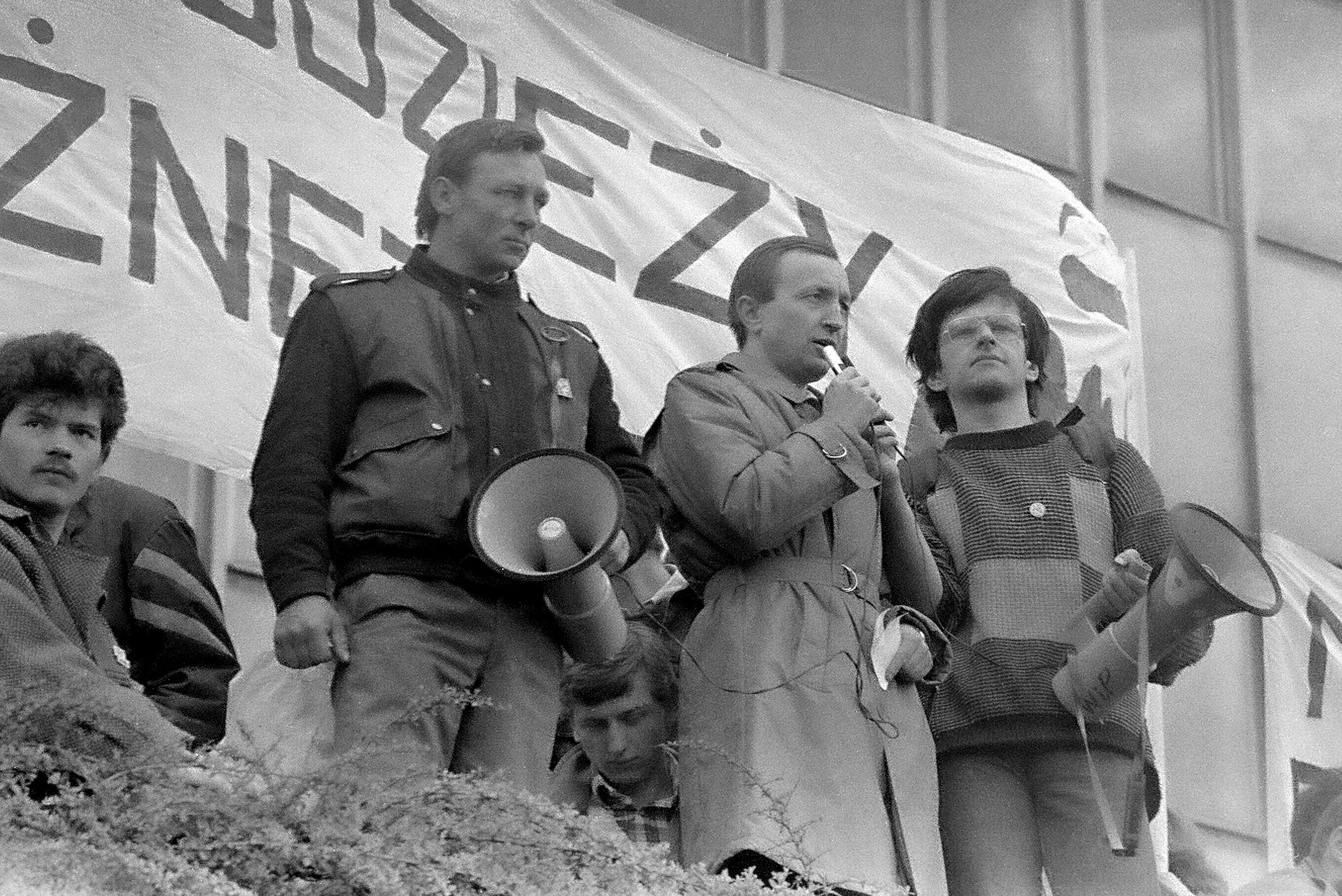
Protest przeciwko planom budowy elektrowni atomowej w Klempiczu – przemawia Stanisław Żytkowski (1989)

Stanisław Żytkowski (ur. 1 stycznia 1948 w Gorzowie Wielkopolskim, zm. 16 września 2022 tamże) – polski działacz społeczny, adwokat, senator I kadencji.

## Życiorys
Syn Michała i Jarosławy. W 1970 ukończył studia prawnicze na Uniwersytecie im. Adama Mickiewicza w Poznaniu. W następnych latach uzyskiwał uprawnienia sędziego, radcy prawnego i adwokata. Był uczestnikiem wieców studenckich i manifestacji w czasie wydarzeń Marca 1968. Od 1980 należał do „Solidarności”. Był wśród założycieli działającej w 1981 (od lipca do grudnia) Polskiej Partii Demokratycznej. W stanie wojennym został internowany na okres od 13 grudnia 1981 do 23 lipca 1982. W latach 80. pracował jako specjalista ds. organizacyjno-prawnych w Wojewódzkim Zakładzie Usług Wodnych w Gorzowie. W dalszym ciągu działał w opozycji demokratycznej, wchodził w skład podziemnej Regionalnej Komisji Wojewódzkiej związku, współorganizował druk i kolportaż niezależnych pism. W 1984 był więziony przez sześć miesięcy, został zwolniony na mocy amnestii. W latach 1989–1990 kierował regionalnym zarządem NSZZ „Solidarność”.
Z ramienia Komitetu Obywatelskiego w latach 1989–1991 pełnił funkcję senatora I kadencji. Był współzałożycielem gorzowskiego koła Towarzystwa Pomocy im. św. Brata Alberta, któremu przewodniczył od 1998. W latach 90. sprawował mandat radnego rady miejskiej w Gorzowie Wielkopolskim. Od 1990 prowadził prywatną kancelarię adwokacką.
Należał do Unii Demokratycznej i Unii Wolności. Wycofał się z życia partyjnego w sprzeciwie wobec planów powołania Partii Demokratycznej.
Pochowany na Cmentarzu Komunalnym w Gorzowie Wielkopolskim(45B/1/21).

## Odznaczenia i wyróżnienia
W 2011, za wybitne zasługi dla przemian demokratycznych w Polsce, za znaczące osiągnięcia w działalności publicznej i społecznej, został przez prezydenta Bronisława Komorowskiego odznaczony Krzyżem Komandorskim Orderu Odrodzenia Polski. Ponadto otrzymał Krzyż Wolności i Solidarności (2018) i Srebrny Krzyż Zasługi (2001). W 2010 wyróżniony tytułem  honorowego obywatela Gorzowa Wielkopolskiego.